# Juri Markowitsch Buzko

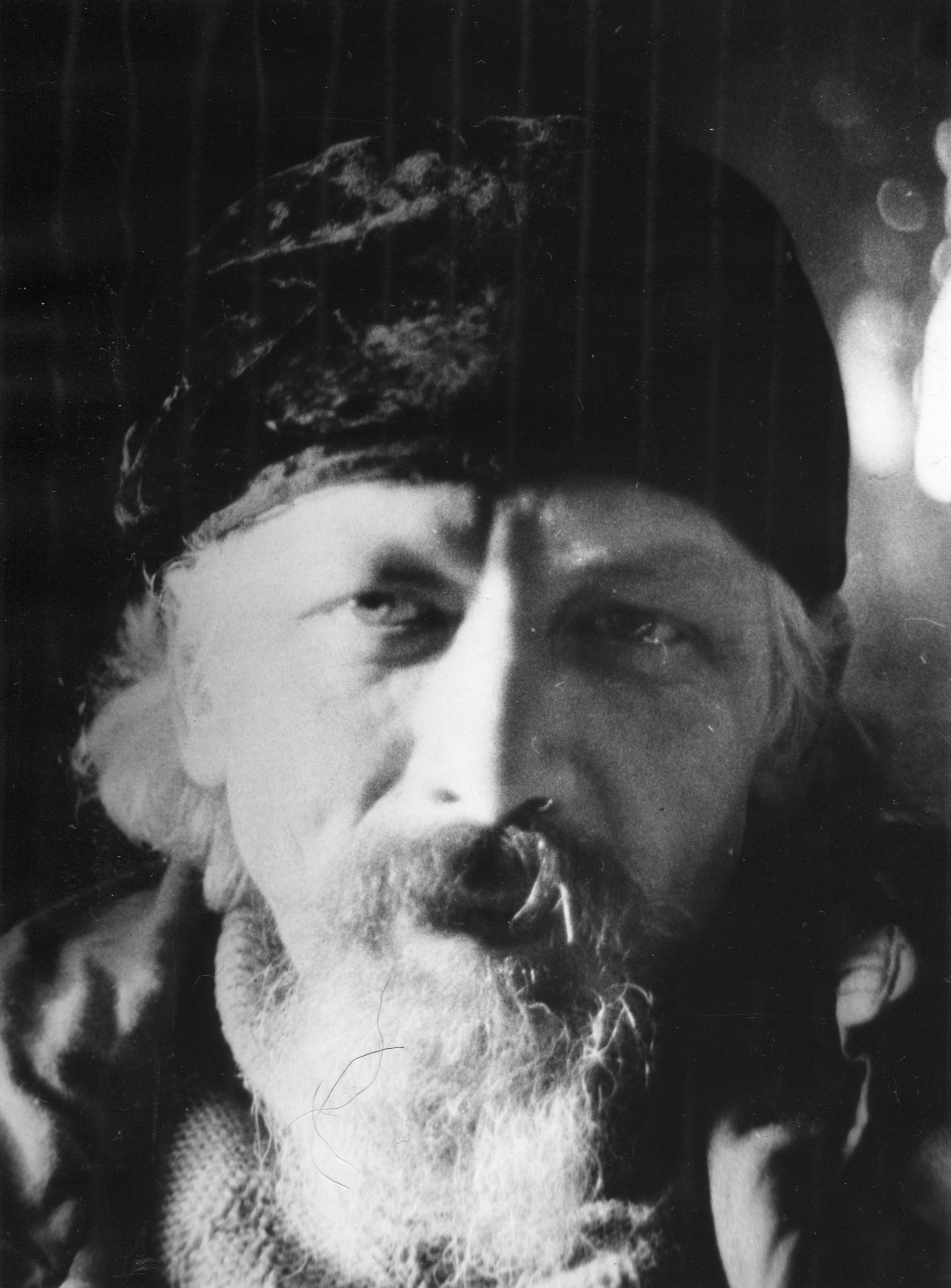
Juri Markowitsch Buzko

Juri Markowitsch Buzko (auch: Yuri Butsko, Youri Markovitch Boutsko; russisch Юрий Маркович Буцко; * 18. Mai 1938 in Lubny, Ukraine; † 25. April 2015 in Moskau) war ein russischer Komponist und von 1968 bis 2015 Professor am Moskauer Staatlichen Tschaikowsky-Konservatorium.

## Werk
Buzko komponierte Vokalmusik, Instrumentalmusik und Kammermusik sowie Musik für Theater und Kino. Er schrieb vier Opern, zwei Oratorien, sieben Kantaten, dreizehn Symphonien und achtzehn Konzerte für verschiedene Instrumente.

## Diskografie, Aufzeichnungen
- Youri Boutsko: Grand cahier d’orgue. (Großes Orgelheft.) Marina Tchebourkina an der historischen großen Orgel der Abteikirche von Saint-Etienne, Caen.  Natives Éditions, 2010. (EAN 13: 3760075340117)
- White Nights. Oper. 2011, YouTube
- Deuxième Grand cahier d’orgue. (Zweite Großes Orgelheft.) YouTube
- Youri Boutsko: Deuxième Grand cahier d’Orgue: Images russes, Tableaux, Légendes, Histoires véridiques et invraisemblables, dédié à Marina Tchebourkina. (Zweites Großes Orgelheft, Marina Tchebourkina gewidmet). Marina Tchebourkina an der Großen Orgel der Kirche Saint-Martin, Dudelange, Luxembourg. Natives Éditions, 2016. (EAN 13: 3760075340162)